# Dakuta
Dakuta is een bestuurslaag in het regentschap Aceh Utara van de provincie Atjeh, Indonesië. Dakuta telt 1657 inwoners (volkstelling 2010).